# أميجد (اسم)
أُمَيْجِد هو اسم علم مذكر من أصل عربي، ومعناه هو تصغير أمجد وهو الشريف الخير والوافر المجد والغالب غيره في المجد.